# Латышева, Клавдия Яковлевна
Клавдия Яковлевна Латышева (14 марта 1897, Киев — 11 мая 1956, там же) — советский математик, профессор.

## Биография
Родилась 14 марта 1897 года в Киеве, в семье военнослужащего. В 1916 году окончила Вторую женскую гимназию, в 1921 году — женские высшие педагогические курсы (физико-математический отдел). Дальнейшая научная и педагогическая деятельность полностью связана с Киевским университетом. Стала первой на Украине женщиной, получившей степень кандидата физико-математических наук («Приближённое решение с помощью метода моментов линейных дифференциальных уравнений, имеющих особенности в коэффициентах», 1936), а 1952 году — доктора («Нормальные решения линейных дифференциальных уравнений с полиномиальными коэффициентами») и профессором.
С 1953 по 1956 год возглавляла кафедру дифференциальных уравнений Киевского университета. Читала курсы «Интегрирование дифференциальных уравнений», специальные курсы «Асимптотические методы решения дифференциальных уравнений», «Дифференциальные уравнения с полиномиальными коэффициентами» и другие.
За добросовестный многолетний труд Клавдия Латышева награждена орденом Ленина (1954), а также медалью «За доблестный труд в Великой Отечественной войне 1941—1945 гг.».
Умерла 11 мая 1956 году в Киеве. Похоронена на Лукьяновском кладбище (участок № 5, ряд 9, место 20).

## Научная работа
Научное наследие Латышевой составляют более четырёх десятков работ, среди которых и метод Фробениуса — Латышевой для решения систем дифференциальных уравнений в частных производных, и совместный с Михаилом Кравчуком доклад (1936, Институт математики) для союзной АН, и список литературы к его монографии «Применение способа моментов к решению линейных дифференциальных и интегральных уравнений» (1932—1935), удостоенный письменного благодарности автора.
Была в числе организаторов Первой всеукраинской математической олимпиады в 1936 году (Киевский университет).
Известны её книги «Математический задачник для химических институтов» (1932) и «Элементы приближённых вычислений» (1942), труды по электродинамике, теории колебаний и вероятностей.
Сочинения:
- Нормальные решения линейных дифференциальных уравнений в полиномиальными коэффициентами : диссертация ... доктора физико-математических наук : 01.00.00. - [Б.м.], [19--?]. - 245 с.
- Нормально-регулярные решения и их приложения [Текст] / К. Я. Латышева, Н. И. Терещенко, Г. С. Орел ; Под ред. акад. Ю. А. Митропольского. - Киев : Вища шк., 1974. - 135 с. : черт.; 20 см.
- Лекции по аналитической теории дифференциальных уравнений и их приложения [Текст] : (Метод Фробениуса-Латышевой) / К. Я. Латышева, Н. И. Терещенко ; М-во высш. и сред. спец. образования УССР. Киевский гос. ун-т им. Т. Г. Шевченко. Ин-т математики АН УССР. - Киев : [б. и.], 1970. - 393 с.; 21 см.